# Мюллер, Мориц (хоккеист)
Мо́риц Мю́ллер (нем. Moritz Müller; род. 19 ноября 1986, Франкфурт-на-Майне, Гессен) — немецкий хоккеист, защитник. Игрок сборной Германии по хоккею с шайбой.

## Биография
Родился во Франкфурте-на-Майне в 1986 году. Воспитанник хоккейного клуба «Кёльнер Хайе», выступал за фарм-клуб, «Кёльнер», в юношеской хоккейной лиге. В сезоне 2003/04 сыграл 2 матча в высшей лиге Германии за основную кёльнскую команду. С 2004 по 2006 год выступал как за «Кёльнер Хайе», так и за команду второй лиги «Москитос Эссен».
На 2017 год провёл за команду 14 сезонов, с 2012 года — вице-капитан, с 2015 года — капитан команды. Сыграл 631 матч в Высшей лиги Германии и 99 матчей — в плей-офф чемпионата.
Выступал в молодёжных и юниорских чемпионатах мира и других турнирах за сборную Германии. В 2009 году дебютировал на чемпионате мира по хоккею с шайбой.